# Rolls-Royce Trent 800
Rolls-Royce Trent 800 – seria turbowentylatorowych, dwuprzepływowych silników lotniczych o dużym stosunku dwuprzepływowości. Rozwinęła się z serii RB211. Zaprojektowano ją na potrzeby Boeinga 777.

## Historia i projekt
W późnych latach 80. XX wieku Boeing pracował na wydłużoną wersją swojego 767, nazwaną roboczo 767-X, dla którego Rolls-Royce zaproponował serię Trent 760. Do roku 1990 Boeing zrezygnował z planów nad 767X i zamiast tego postanowił rozpocząć pracę na nową, większą rodziną samolotów nazwaną 777 z ciągiem równym 360 kN lub więcej. Średnica wentylatora silnika Trent 700 (2,47 m) nie byłaby wystarczająco duża, aby sprostać tym wymaganiom. Rolls-Royce zaproponował nową wersję z wentylatorem o średnicy 2.80 m nazwaną Trent 800. Rolls-Royce zyskał sobie Kawasaki Heavy Industries i Ishikawajima-Harima Heavy Industries jako partnerów i podzielił między nich 11% udziałów w programach Trent 700 i 800.
Testy serii Trent 800 rozpoczęły się we wrześniu 1993, natomiast certyfikat otrzymał on w styczniu 1995 roku. Pierwszy Boeing 777 z silnikiem Trent 800 wzniósł się w powietrze w maju 1995 roku, po czym 31 maja 1996 wszedł do służby linii Thai Airways International. 10 października 1996 roku nadano mu zezwolenie ETOPS-180.
Początkowo Rolls-Royce miał problemy ze sprzedażą silnika: ich tradycyjny klient British Airways złożył zamówienie na konkurencyjne silniki General Electric GE90. Przełom nastąpił, gdy firma zdobyła zamówienia na 34 Boeingi 777 od Singapore Airlines, które wcześniej wiązało się z Pratt & Whitney. Tuż po nich otrzymali zlecenia od American Airlines i Delta Air Lines. British Airways ogłosiło we wrześniu 1998, że wraca do silników Rolls-Royce, podczas zakupu drugiej partii 777. Ponowili zamówienia także w kwietniu 2007 roku. Trent 800 posiada 41% udziałów na rynku silników wariantów 777, dla których jest on dostępny. Rolls-Royce Trent 800 są obecnie powszechnie stosowane w Boeingu 777. Główne linie lotnicze, takie jak: Air New Zealand, British Airways, American Airlines, Kenya Airways, Emirates i wiele innych operuje swoimi Boeingami 777 z silnikami Trent 800 na rejsowych połączeniach.

## Incydenty i wypadki
17 stycznia 2008 roku Boeing 777-236ER linii British Airways (lot BA038) lecący z Pekinu do Londynu rozbił się na lotnisku London-Heathrow po tym, jak oba silniki Trent 800 utraciły ciąg podczas końcowego podejścia. W późniejszym dochodzeniu ustalono, że przyczyną był lód zbierający się w przewodzie paliwowym. Zgromadził się on na wymiennikach ciepła olej-paliwo, ograniczając dopływ paliwa do silników. Rolls-Royce opracował modyfikację w celu uniknięcia powtarzających się problemów.

## Zastosowanie
Seria Trent 800 przeznaczona jest dla Boeinga 777. Dostępna jest dla wersji 777-200, 777-200ER i 777-300, z ciągiem od 330 kN do 415 kN. Silnik ten jest najlżejszy w swoim rodzaju – waży do 3,6 tony mniej niż wersje General Electric czy Pratt & Whitney.
Trent 800 nie jest dostępny dla dłuższych wersji 777 i wersji transportowej (777-200LR, 777-200 Freighter i 777-300ER). Obsługują je silniki GE90-115B (110B1).